# Pellopedon brunneum
Pellopedon brunneum är en insektsart som först beskrevs av Rehn, J.A.G. 1906.  Pellopedon brunneum ingår i släktet Pellopedon och familjen gräshoppor. Inga underarter finns listade i Catalogue of Life.